# Función multivaluada
En matemáticas, una función multivaluada entre X  e Y es un subconjunto del producto cartesiano X × Y de manera que a un elemento de X  le pueden corresponder uno o más elementos de Y , en contradicción con la definición de función. Tomamos la definición del término  correspondencia de la versión inglesa de este artículo.
La función multivaluada tendrá un dominio sobre el que será total a izquierdas y un codominio o rango o imagen sobre el que será total a derechas.
Considérese la relación entre el conjunto A y B como funciones multivaluadas sobreyectivas:
|  |  |  |  |

y en estos casos como funciones multivaluadas no sobreyectivas:
|  |  |  |  |

Una función multivaluada es un caso más general que el de función, toda función es una función multivaluada, pero toda función multivaluada no tiene que ser función.
El concepto de "función multivaluada" se puede evitar teniendo en cuenta que una función multivaluada entre {\displaystyle X} e {\displaystyle Y} se puede considerar como una función entre {\displaystyle X} y {\displaystyle {\mathcal {P}}(Y)} ya que los elementos de {\displaystyle {\mathcal {P}}(Y)} son todos los subconjuntos de {\displaystyle Y}, aunque esta consideración desvirtúa los conceptos.
Obsérvese que una función multivaluada no es una función, sin embargo, una función sí es una función multivaluada.

## El origen de la confusión
Con la aparición de la Teoría axiomática de conjuntos se introduce el término "aplicación matemática" entre dos conjuntos X e Y, exigiendo que una aplicación sea de "muchos a uno" o de "uno a uno", respectivamente aplicaciones sobreyectivas e inyectivas y biyectivas. Posteriormente se confunden los términos función, tradicional en Matemáticas y aplicación conjuntista. Véase, por ejemplo, Bourbaki.
La idea de función, por cierto función multivaluada, se suele atribuir a Leibniz en el sentido de variable dependiente e independiente, sin embargo la idea actual de función pretende relacionar pares ordenados o n-uplas ordenadas de dos o n conjuntos de manera que un conjunto no dependa de otro. Sería más correcto decir que Leibniz introduce el concepto de "dependencia funcional" y más concretamente "dependencia funcional analítica" y considerar que el concepto actual de función o mapeo se corresponde con la idea del producto cartesiano como conjunto de pares ordenados, extensible a n-uplas ordenadas de elementos de n conjuntos.

## Ejemplos de funciones multivaluadas
- La raíz cuadrada y en general las raíces de índice par de los números reales tienen dos valores, positivo y negativo, de manera que la raíz cuadrada y las de índice par no son funciones, sino que son funciones multivaluadas.[cita requerida]
- Las funciones multivaluadas trigonométricas inversas, arcoseno, arcocoseno, arcotangente, etc. que a cada valor le hacen corresponder infinitos valores y no son por tanto verdaderas funciones. Este caso se extiende a todas las funciones periódicas. En cualquier libro se puede ver que el título de la sección o epígrafe o capítulo se suele denominar «Funciones trigonométricas inversas» cuando realmente no son funciones. Bourbaki no menciona ninguna de estas funciones multivaluadas en ninguno de sus libros publicados hasta la fecha.
- En el plano cartesiano todas las rectas son funciones excepto el eje de ordenadas y todas las rectas de la forma x=a, siendo a un número real. En este caso a cada valor de x le corresponden infinitos valores de y.
- Las cónicas y todas las curvas tales que su intersección con una recta de la forma x=a sea de dos o más puntos.
- El logaritmo de un número complejo, que tiene infinitos valores periódicos.
- La raíz n-ésima de un número complejo que tiene n valores distintos no periódicos.
- La integral indefinida de una función que tiene tantas primitivas como valores pueda tomar la constante de integración, ya que la derivada de una constante es cero. Este caso es verdaderamente notable ya que negar que esto es una función equivale a negar el teorema fundamental del cálculo en su forma original y además la extensión al conjunto de partes desvirtúa dicho teorema.
- El conjunto de Lambert.